# Glischrocentrus cucullatus
Glischrocentrus cucullatus är en insektsart som beskrevs av Fowler. Glischrocentrus cucullatus ingår i släktet Glischrocentrus och familjen hornstritar. Inga underarter finns listade i Catalogue of Life.